# Takna Jigme Sangpo
Takna Jigme Sangpo ou Takna Jigme Zangpo (tibétain : སྟག་སྣ་འཇིགས་མེད་བཟང་པོ, Wylie : stag sna 'jigs med  bzang po), né le 2 septembre 1926 à Chushul au Tibet, et mort le 17 octobre 2020, est un prisonnier politique, resté 37 ans dans la prison chinoise de Drapchi à Lhassa, au Tibet.
Initialement emprisonné en 1965, il a été relâché de la prison pour raison médicale le 31 mars 2002 à l'âge de 76 ans,.

## Biographie

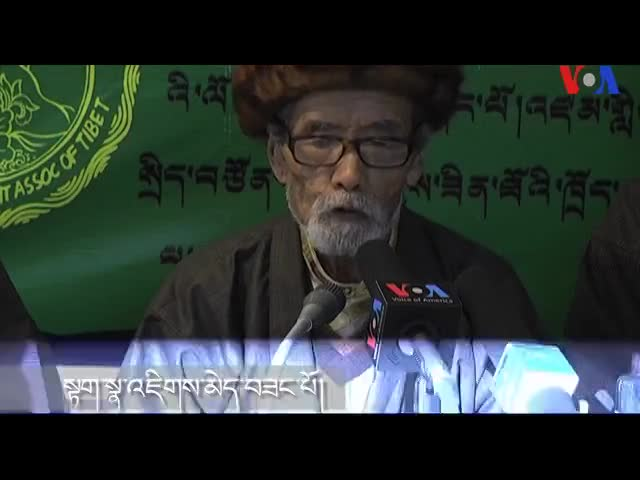
Takna Jigme Sangpo

Takna Jigme Sangpo exerce le métier  d’instituteur à Lhassa depuis 1952, date où le 14e Dalaï Lama est encore au Tibet.
Il est initialement condamné à trois ans de « rééducation par le travail » en 1965 officiellement parce qu'en tant qu’enseignant, il a exposé des étudiants à la punition corporelle. Il effectue une peine supplémentaire de 10 ans à partir de 1970 comme punition pour « activités politiques ».
En 1983, il eçoit une condamnation de 15 ans et 5 ans de privation  de ses droits civils et politiques pour « divulgation et incitation à la propagande contre-révolutionnaire » après avoir été vu vu collant une affiche qu’il a écrite lui-même sur le mur du temple de Jokhang à Lhassa le 12 juillet 1983. Cette peine est allongée de 5 ans après qu’il crie des « slogans réactionnaires » à Drapchi le 1er décembre 1988.
Le 6 décembre 1991, il est battu selon certaines sources, est maintenu en isolement cellulaire pendant 6 semaines, et sa peine est prolongée de 8 ans pour avoir crié « Tibet Libre » pendant une visite à la prison de Drapchi de l'ambassadeur de la Suisse en Chine.
Après son implication dans la manifestation de la prison de Drapchi du 1er mai au 4 mai 1998, il est maintenu en isolement cellulaire.
Alors qu’il est emprisonné, il continue à manifester pour un Tibet libre et reçoit des peines de prison supplémentaires. Malgré son âge avancé et ses années  de prison, il aontinue à encourager ses compatriotes tibétains dans leur lutte pour la liberté. Un rapport publié en avril 2002 le décrit comme « un des prisonniers politiques les plus résolus et intransigeants de Drapchi... extrêmement respecté par les autres prisonniers politiques ».
Il est libéré le 31 mars 2002, et est autorisé à se rendre à Washington le 13 juillet 2002 et s'installe en Suisse en août 2002, où il obtiet l'asile politique en 2003.
John Kamm, directeur de la Fondation Dui Hua basée à San Francisco, est impliquée dans les négociations pour la libération de Takna Jigme Sangpo,,.
En 2005, il est l'un des signataires d'une plainte pour génocide et crime contre l'humanité déposée par le Comite de Apoyo al Tibet, la Casa del Tibet et Thubten Wangchen.
Le 24 janvier 2014, l'association Gu-Chu-Sum Mouvement du Tibet publie sa biographie en tibétain (tibétain : མི་ཚེའི་མྱོང་ཚོར།, Wylie : mi tshe'i myong tshor, THL : Mitsé Nyongtsor (expérience de vie)) écrite par Lachap Jimpa, lui-même ancien prisonnier politique et membre de l'association. La publication est annoncée en présence de Lobsang Sangay, Drongchung Ngodup Tsering, et Jamyang Soepa.
Il participe au film documentaire La Roue du temps.